# Merchistonian Football Club
Le Merchistonian Football Club (ou Merchistonian FC) est un club de rugby à XV basé à Édimbourg, en Écosse. Elle est destinée aux anciens élèves de l'école Merchiston Castle. L'un des plus anciens clubs de l'histoire, il est l'un des membres fondateurs de la Scottish Rugby Union après avoir été l'un des cinq clubs à organiser le tout premier match international de rugby de l'histoire.

## Histoire

### Fondation

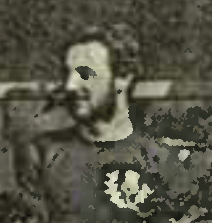
William Cross, lors du premier match international de l'histoire entre l'Écosse et l'Angleterre.

On ignore la date exacte de sa fondation.
Le Merchistonian Football Club est un membre fondateur de la Scottish Rugby Union et l'un des cinq clubs écossais à lancer le défi aux joueurs de Rugby football anglais qui a abouti au tout premier match international de rugby de l'histoire. Le club a fourni trois joueurs pour le match : Andrew Galbraith Colville, George Ritchie et l'auteur de l'unique but (transformation) du match, William Cross. Ce dernier a également marqué l'un des deux essais écossais contre un seul pour l'Angleterre, mais à l'époque, les essais ne donnaient pas lieu à des points et l'Écosse a remporté le match 1 à 0,.

### Déclin
Cependant, s'agissant d'un internat, contrairement à certaines autres écoles privées d'Édimbourg, beaucoup d'anciens élèves se dispersent et quittent la ville. Ceux qui restent dans la ville jouent souvent pour les Edinburgh Wanderers (en).

### Renaissance
En 2013, le Merchistonian Club (la société des anciens élèves de l'école) relance l'équipe de rugby sous le nom de Merchistonian Rugby Football Club (Merchistonian RFC). L'équipe joue son premier match contre son rival traditionnel, l'Edinburgh Academicals FC, les deux équipes alignant une équipe d'anciens élèves (plutôt que l'équipe première du club) à Raeburn Place le 29 mars, perdant 31-20. L'intention est de jouer ce match sur une base annuelle.
Le Merchistonian RFC participe également à un certain nombre de compétitions à sept et à l'Edinburgh 10s en 2014,,.

### Statut
En 2017, le conseil d'administration de la Scottish Rugby Union accorde au Merchistonian RFC son statut historique de club de football (FC) au lieu de club de rugby (RFC). Historiquement, les clubs de rugby étaient également connus sous le nom de clubs de football, de sorte que le club de rugby est à nouveau nommé le Merchistonian Football Club (Merchistonian FC).

## Joueurs notables
- Andrew Galbraith Colville, membre de la première sélection d'Écosse
- George Ritchie, membre de la première sélection d'Écosse
- William Cross, membre de la première sélection d'Écosse et auteur du tout premier point marqué dans un match international
- Thomas Anderson (en), international écossais
- James Campbell (en), international écossais
- Andrew Drybrough (en), international écossais
- Tom Whittington (en), international écossais
- Gordon Neilson (en), international écossais
- William Lovat Fraser (en), international écossais et joueur des British Lions